# Miss Mediodía-Pirineos
Miss Mediodía-Pirineos es un concurso de belleza francés que selecciona una representante de la región de Mediodía-Pirineos para el concurso nacional Miss Francia. Mujeres representando la región con varios títulos diferentes han competido en Miss Francia desde 1968, aunque el título de Miss Mediodía-Pirineos no se utilizó regularmente hasta 2010.
La actual Miss Mediodía-Pirineos es Olivia Sirena, quien fue coronada Miss Mediodía-Pirineos 2024 el 7 de septiembre de 2024. Una mujer de Mediodía-Pirineos ha sido coronada Miss Francia:
- Chloé Mortaud, quien fue coronada Miss Francia 2009, compitiendo como Miss Albigeois Mediodía-Pirineos

## Resumen de resultados
- Miss Francia: Chloé Mortaud (2008; Miss Albigeois Mediodía-Pirineos)
- Primera finalista: Marie Borg (1996; Miss Toulouse Mediodía-Pirineos)
- Segundas finalistas: Marie-Thérèse Thiel (1970; Miss Gascony); Nadia Poullain (1983; Miss Rouergue); Laura Fasquel (2005; Miss Albigeois Midi-Toulousain)
- Terceras finalistas: Marie-France Parnot (1983; Miss Quercy); Carole Moretto (1993; Miss Albigeois)
- Cuartas finalistas: Violette Pena (1968; Miss Toulouse-Languedoc); Céline Cassagnes (1990); Nathalie Ample (2009; Miss Quercy-Rouergue)
- Quintas finalistas: Émeline Laganthe (1989); Carine Bedoya (2000); Christel Leyenberger (2002; Miss Quercy-Rouergue)
- Top 12/Top 15: Brigitte Herrera (1987); Christelle Rocagel (1987; Miss Rouergue); Céline Duthil (1993; Miss Toulouse Midi-Pyrénées); Stéphanie Kaysen (1994; Miss Toulouse); Marie-Alexie Bazerque (2005); Lisa Fernandez (2005; Miss Quercy-Rouergue); Eurydice Rigal (2007; Miss Albigeois Midi-Toulousain); Laura Madelain (2011); Florence Demortier (2022); Nadine Benaboud (2023)

## Galería

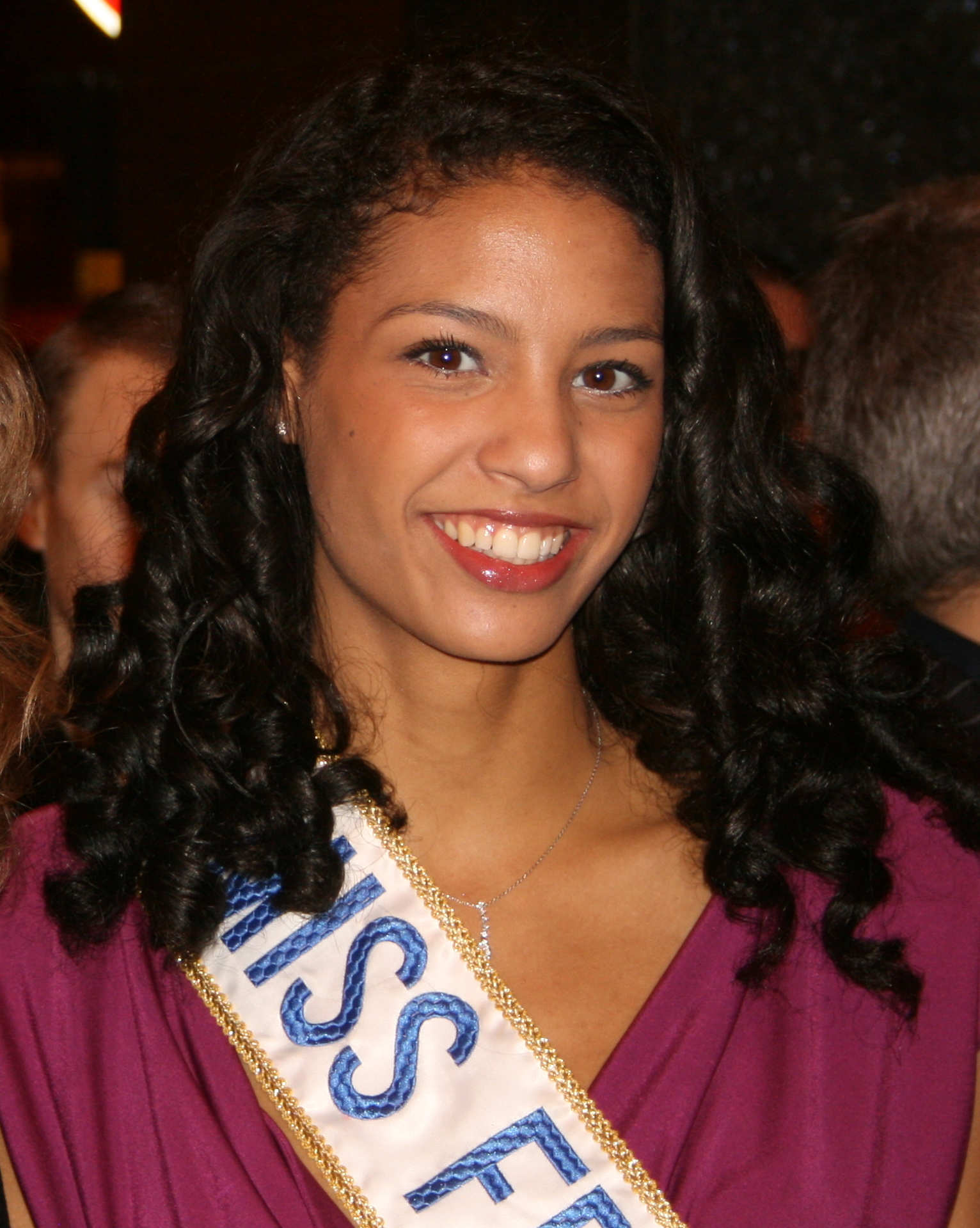
Miss Albigeois Mediodía-Pirineos 2008 y Miss Francia 2009 Chloé Mortaud

## Ganadoras
| Año  | Nombre                 | Edad | Altura          | Ciudad natal             | Posición en Miss Francia | Notas |
| ---- | ---------------------- | ---- | --------------- | ------------------------ | ------------------------ | ----- |
| 2024 | Olivia Sirena          | 20   | 1,73 m (5′ 8″)  | Balma                    | Top 15                   |       |
| 2023 | Nadine Benaboud        | 23   | 1,71 m (5′ 7″)  | Tarbes                   | Top 15                   |       |
| 2022 | Florence Demortier     | 23   | 1,71 m (5′ 7″)  | Portet-sur-Garonne       | Top 15                   |       |
| 2021 | Hannah Friconnet       | 22   | 1,70 m (5′ 7″)  | Labruguière              |                          |       |
| 2020 | Emma Arrebot-Natou     | 19   | 1,78 m (5′ 10″) | Tournefeuille            |                          |       |
| 2019 | Andréa Magalhaes       | 21   | 1,73 m (5′ 8″)  | Viozan                   |                          |       |
| 2018 | Axelle Breil           | 20   | 1,80 m (5′ 11″) | Toulouse                 |                          |       |
| 2017 | Anaïs Dufillo-Medellel | 19   | 1,70 m (5′ 7″)  | Auch                     |                          |       |
| 2016 | Virginie Guillin       | 23   | 1,78 m (5′ 10″) | Lavelanet                |                          |       |
| 2015 | Emily Segouffin        | 24   | 1,73 m (5′ 8″)  | Chélan                   |                          |       |
| 2014 | Laura Pelos            | 24   | 1,80 m (5′ 11″) | Urdens                   |                          |       |
| 2013 | Audrey Bernès          | 20   | 1,81 m (5′ 11″) | Toulouse                 |                          |       |
| 2012 | Célia Guermoudj        | 22   | 1,70 m (5′ 7″)  | Toulouse                 |                          |       |
| 2011 | Laura Madelain         | 18   | 1,77 m (5′ 10″) | Figeac                   | Top 12                   |       |
| 2010 | Alison Martin          | 24   | 1,73 m (5′ 8″)  | Tournefeuille            |                          |       |
| 2002 | Cécile Monteil         | 19   | 1,76 m (5′ 9″)  | Castanet-Tolosan         |                          |       |
| 2001 | Nadia Gillet           |      |                 | Colomiers                |                          |       |
| 2000 | Carine Bedoya          |      |                 | L'Union                  | Top 12 (5.ª finalista)   |       |
| 1992 | Stéphanie Viguier      |      |                 | Villefranche-de-Rouergue |                          |       |
| 1991 | Catherine Bourlier     |      |                 | Villefranche-de-Rouergue |                          |       |
| 1990 | Céline Cassagnes       |      |                 |                          | Cuarta finalista         |       |
| 1989 | Émeline Laganthe       |      |                 |                          | Top 12 (5.ª finalista)   |       |
| 1987 | Brigitte Herrera       |      |                 |                          | Top 12                   |       |

### Miss Albigeois
De 1993 a 2002, el departamento de Tarn compitió por separado bajo el título de Miss Albigeois.
| Año  | Nombre              | Edad | Altura         | Ciudad natal | Posición en Miss Francia | Notas |
| ---- | ------------------- | ---- | -------------- | ------------ | ------------------------ | ----- |
| 2002 | Emlyne Bounay       | 18   | 1,76 m (5′ 9″) | Verfeil      |                          |       |
| 2001 | Nadia Guerraoui     |      | 1,75 m (5′ 9″) | Aiguefonde   |                          |       |
| 2000 | Émilie Alberge      |      |                | Saint-Juéry  |                          |       |
| 1999 | Karine Lherm        | 19   | 1,71 m (5′ 7″) | Cestayrols   |                          |       |
| 1998 | Virginie Figueiredo | 18   | 1,74 m (5′ 9″) |              |                          |       |
| 1997 | Aurélie Bernard     | 19   | 1,76 m (5′ 9″) |              |                          |       |
| 1996 | Elsa Mazzia         |      |                |              |                          |       |
| 1995 | Audrey Mas          |      |                |              |                          |       |
| 1994 | Carole Venien       |      |                |              |                          |       |
| 1993 | Carole Moretto      | 18   |                | Albi         | Tercera finalista        |       |

### Miss Albigeois Mediodía-Pirineos
En 2008 y 2009, la región coronó a una representante con el título de Miss Albigeois Mediodía-Pirineos.
| Año  | Nombre        | Edad | Altura          | Ciudad natal | Posición en Miss Francia | Notas                                                               |
| ---- | ------------- | ---- | --------------- | ------------ | ------------------------ | ------------------------------------------------------------------- |
| 2009 | Laura Faroult | 21   | 1,73 m (5′ 8″)  | Lavelanet    |                          |                                                                     |
| 2008 | Chloé Mortaud | 19   | 1,80 m (5′ 11″) | Bénac        | Miss Francia 2009        | Tercera finalista en Miss Mundo 2009 y Top 10 en Miss Universo 2009 |

### Miss Albigeois Midi-Toulousain
De 2003 a 2007, la región coronó a una representante con el título de Miss Albigeois Midi-Toulousain.
| Año  | Nombre                | Edad | Altura          | Ciudad natal           | Posición en Miss Francia | Notas                       |
| ---- | --------------------- | ---- | --------------- | ---------------------- | ------------------------ | --------------------------- |
| 2007 | Eurydice Rigal        | 20   | 1,80 m (5′ 11″) | Saint-Lieux-lès-Lavaur | Top 12                   |                             |
| 2006 | Ellyn Bermejo         | 22   | 1,77 m (5′ 10″) | Montans                |                          |                             |
| 2005 | Laura Fasquel         | 19   | 1,74 m (5′ 9″)  | Lapeyrouse-Fossat      | Segunda finalista        | Compitió en Miss Mundo 2006 |
| 2004 | Aurélie Blazy         | 21   | 1,80 m (5′ 11″) | Vèbre                  |                          |                             |
| 2003 | Stéphanie Baldacchino |      |                 | Toulouse               |                          |                             |

### Miss Armagnac
En 1978, el departamento de Gers compitió por separado bajo el título Miss Armagnac.
| Año  | Nombre        | Edad | Altura | Ciudad natal | Posición en Miss Francia | Notas |
| ---- | ------------- | ---- | ------ | ------------ | ------------------------ | ----- |
| 1978 | Martine Remer |      |        |              |                          |       |

### Miss Bigorre-Béarn
En 2003 y 2004, el departamento de Altos Pirineos compitió por separado bajo el título de Miss Bigorre-Béarn.
| Año  | Nombre         | Edad | Altura         | Ciudad natal | Posición en Miss Francia | Notas |
| ---- | -------------- | ---- | -------------- | ------------ | ------------------------ | ----- |
| 2004 | Myriam Barre   | 18   | 1,72 m (5′ 8″) | Tarbes       |                          |       |
| 2003 | Marianne Laher |      |                | Tarbes       |                          |       |

### Miss Comminges
En 1964 y de 1993 a 2002, el departamento de Alto Garona compitió por separado bajo el título de Miss Comminges.
| Año  | Nombre           | Edad | Altura          | Ciudad natal           | Posición en Miss Francia | Notas |
| ---- | ---------------- | ---- | --------------- | ---------------------- | ------------------------ | ----- |
| 2002 | Mandy Garcia     | 20   |                 | Rieumes                |                          |       |
| 2001 | Candice Jalran   |      |                 | Saint-Gaudens          |                          |       |
| 2000 | Lætitia Arnaune  |      |                 | Barbazan               |                          |       |
| 1999 | Lucie Portet     | 19   | 1,84 m (6′ 0″)  | Lavelanet-de-Comminges |                          |       |
| 1998 | Roxane Delbes    | 21   | 1,78 m (5′ 10″) | Montréjeau             |                          |       |
| 1997 | Valérie Danoravo | 23   | 1,71 m (5′ 7″)  | Saint-Gaudens          |                          |       |
| 1996 | Carine Vincent   |      |                 |                        |                          |       |
| 1995 | Stéphanie Castex |      |                 | Bagnères-de-Luchon     |                          |       |
| 1994 | Marjorie Leroux  |      |                 |                        |                          |       |
| 1993 | Audrey Ptack     |      |                 | Saint-Gaudens          |                          |       |

### Miss Comminges Pyrénées
De 2003 a 2007, la región coronó a una representante con el título de Miss Comminges Pyrénées.
| Año  | Nombre                | Edad | Altura         | Ciudad natal             | Posición en Miss Francia | Notas |
| ---- | --------------------- | ---- | -------------- | ------------------------ | ------------------------ | ----- |
| 2007 | Sandra Laporte        | 19   | 1,74 m (5′ 9″) | Labarthe-Rivière         |                          |       |
| 2006 | Aurélia Gasc          | 21   | 1,74 m (5′ 9″) | Bonrepos-sur-Aussonnelle |                          |       |
| 2005 | Marie-Alexie Bazerque | 20   | 1,76 m (5′ 9″) | Seich                    | Top 12                   |       |
| 2004 | Alexia Cardoso        | 19   | 1,72 m (5′ 8″) | Miramont-de-Comminges    |                          |       |
| 2003 | Aurélie Savard        |      |                | Saint-Gaudens            |                          |       |

### Miss Gascuña
De los años 1970 a los años 2000, Mediodía-Pirineos y Aquitania coronaron a una representante bajo el título Miss Gascuña (en francés: Miss Gascogne), para representar la región histórica de Gascuña, ahora ubicada en Mediodía-Pirineos y Aquitania. Las representantes coronadas como Miss Gascuña procedentes de Aquitania están incluidas en el artículo Miss Aquitania.
| Año  | Nombre               | Edad | Altura         | Ciudad natal | Posición en Miss Francia | Notas                                                                                        |
| ---- | -------------------- | ---- | -------------- | ------------ | ------------------------ | -------------------------------------------------------------------------------------------- |
| 2006 | Céline Fueyo         | 22   | 1,75 m (5′ 9″) | Auch         |                          |                                                                                              |
| 2004 | Audrey Manzoni       | 19   | 1,72 m (5′ 8″) | Monfort      |                          |                                                                                              |
| 2002 | Dorothée Jouhaud     | 20   | 1,75 m (5′ 9″) | Condom       |                          |                                                                                              |
| 1996 | Sabine Alves De Puga |      |                |              |                          |                                                                                              |
| 1995 | Sandrine Dubouil     |      |                |              |                          |                                                                                              |
| 1994 | Caroline Laffont     |      |                |              |                          |                                                                                              |
| 1993 | Karine Mathieu       | 18   |                | Lavardens    |                          | Actual directora regional de Miss Mediodía-Pirineos bajo su nombre de casada, Karine Daries. |
| 1992 | Myriam Amouroux      |      |                |              |                          |                                                                                              |
| 1991 | Christine Beau       |      |                |              |                          |                                                                                              |
| 1989 | Claudia Compeyrot    |      |                |              |                          |                                                                                              |
| 1988 | Stéphanie Trupin     |      |                |              |                          |                                                                                              |
| 1987 | Coralie Nogueras     |      |                |              |                          |                                                                                              |
| 1978 | Patricia Gleyze      |      |                |              |                          |                                                                                              |
| 1976 | Marie-Noëlle Dardit  |      |                |              |                          |                                                                                              |
| 1970 | Marie-Thérèse Thiel  |      |                |              | Segunda finalista        |                                                                                              |

### Miss Midi-Pyrénées-Toulouse
De 1997 a 1999, la región coronó a una representante con el título de Miss Midi-Pyrénées-Toulouse.
| Año  | Nombre          | Edad | Altura          | Ciudad natal  | Posición en Miss Francia | Notas |
| ---- | --------------- | ---- | --------------- | ------------- | ------------------------ | ----- |
| 1999 | Sophie de Sousa | 18   | 1,77 m (5′ 10″) | Tournefeuille |                          |       |
| 1998 | Linda Vogel     | 19   | 1,76 m (5′ 9″)  | Toulouse      |                          |       |
| 1997 | Amandine Mallen | 19   | 1,73 m (5′ 8″)  |               |                          |       |

### Miss Quercy
En las décadas de 1980 y 1990, los departamentos de Lot y Tarn-et-Garonne compitieron por separado bajo el título de Miss Quercy.
| Año  | Nombre              | Edad | Altura         | Ciudad natal | Posición en Miss Francia | Notas |
| ---- | ------------------- | ---- | -------------- | ------------ | ------------------------ | ----- |
| 1998 | Magalie Menet       | 20   | 1,71 m (5′ 7″) | Vayrac       |                          |       |
| 1997 | Virginie Soulignac  | 19   | 1,75 m (5′ 9″) |              |                          |       |
| 1996 | Delphine Verdié     |      |                |              |                          |       |
| 1995 | Stéphanie Hardoin   |      |                |              |                          |       |
| 1994 | Alexandra Fouilhac  |      |                |              |                          |       |
| 1992 | Catherine Foursat   |      |                |              |                          |       |
| 1991 | Florence Vidal      |      |                |              |                          |       |
| 1990 | Corinne Delpech     |      |                | Rocamadour   |                          |       |
| 1989 | Nathalie Legras     |      |                | Figeac       |                          |       |
| 1988 | Géraldine Saidous   |      |                |              |                          |       |
| 1987 | Laurence Leporc     |      |                |              |                          |       |
| 1986 | Christine Mommeja   |      |                |              |                          |       |
| 1985 | Nathalie Vilemain   |      |                |              |                          |       |
| 1983 | Marie-France Parnot |      |                |              | Tercera finalista        |       |

### Miss Quercy-Rouergue
De 2001 a 2009, los departamentos de Aveyron, Lot y Tarn-et-Garonne compitieron por separado bajo el título de Miss Quercy-Rouergue.
| Año  | Nombre               | Edad | Altura          | Ciudad natal           | Posición en Miss Francia | Notas |
| ---- | -------------------- | ---- | --------------- | ---------------------- | ------------------------ | ----- |
| 2009 | Nathalie Ample       | 19   | 1,79 m (5′ 10″) | Labastide-Saint-Pierre | Cuarta finalista         |       |
| 2008 | Sophie Lopez         | 18   | 1,75 m (5′ 9″)  | Figeac                 |                          |       |
| 2007 | Kelly Remus          | 20   | 1,77 m (5′ 10″) | Millau                 |                          |       |
| 2006 | Laurie Lastra        | 19   | 1,73 m (5′ 8″)  | Montauban              |                          |       |
| 2005 | Lisa Fernandez       | 18   | 1,79 m (5′ 10″) | L'Honor-de-Cos         | Top 12                   |       |
| 2004 | Émilie Rouquié       | 21   | 1,78 m (5′ 10″) | Gourdon                |                          |       |
| 2003 | Nathalie Forcade     |      |                 | Lunan                  |                          |       |
| 2002 | Christel Leyenberger | 22   |                 | Luc-la-Primaube        | Top 12 (5.ª finalista)   |       |
| 2001 | Frédérique Bourdie   |      |                 | Decazeville            |                          |       |

### Miss Rouergue
En 1977, 1979, 1983, de 1985 a 1993 y en 1995, el departamento de Aveyron compitió por separado bajo el título de Miss Rouergue.
| Año  | Nombre             | Edad | Altura         | Ciudad natal      | Posición en Miss Francia | Notas |
| ---- | ------------------ | ---- | -------------- | ----------------- | ------------------------ | ----- |
| 1995 | Julie Perdigues    |      |                | Capdenac          |                          |       |
| 1993 | Carole Cercley     |      |                | Prades-d'Aubrac   |                          |       |
| 1992 | Séverine Briois    |      |                | Millau            |                          |       |
| 1991 | Sarah Fortier      |      |                | Sébazac-Concourès |                          |       |
| 1990 | Chantal Lauze      |      |                | Millau            |                          |       |
| 1989 | Karine Malzac      |      |                | Millau            |                          |       |
| 1988 | Leslie Borro       | 18   | 1,74 m (5′ 9″) | Millau            | Top 12 (5.ª finalista)   |       |
| 1987 | Christelle Rocagel |      |                |                   | Top 12                   |       |
| 1986 | Valérie Espitalier |      |                |                   |                          |       |
| 1985 | Laurence Charras   |      |                |                   |                          |       |
| 1983 | Nadia Poullain     | 16   |                |                   | Segunda finalista        |       |
| 1979 | Élisabeth Peret    |      |                |                   |                          |       |
| 1977 | Nadine André       |      |                |                   |                          |       |

### Miss Rouergue-Cévennes
En 1996, el departamento de Aveyron compitió por separado bajo el título de Miss Rouergue-Cévennes.
| Año  | Nombre        | Edad | Altura | Ciudad natal         | Posición en Miss Francia | Notas |
| ---- | ------------- | ---- | ------ | -------------------- | ------------------------ | ----- |
| 1996 | Aurore Pecrix |      |        | Saint-Rome-de-Cernon |                          |       |

### Miss Toulouse
Esporádicamente en las décadas de 1970, 1980 y 1990, el departamento de Alto Garona compitió por separado bajo el título de Miss Toulouse.
| Año  | Nombre              | Edad | Altura | Ciudad natal | Posición en Miss Francia | Notas                                                                         |
| ---- | ------------------- | ---- | ------ | ------------ | ------------------------ | ----------------------------------------------------------------------------- |
| 1994 | Stéphanie Kaysen    |      |        |              | Top 12                   |                                                                               |
| 1991 | Karine Siegel       |      |        |              |                          |                                                                               |
| 1990 | Virginie Puertas    |      |        |              |                          |                                                                               |
| 1989 | Martine Caudrillier |      |        |              |                          |                                                                               |
| 1978 | Catherine Dessèvre  |      |        |              |                          | Dessèvre fue coronada Miss Toulouse en 1978 y 1977, y Miss Charentes en 1976. |
| 1977 | Catherine Dessèvre  |      |        |              |                          | Dessèvre fue coronada Miss Toulouse en 1978 y 1977, y Miss Charentes en 1976. |
| 1975 | Catherine Bras      |      |        |              |                          |                                                                               |
| 1970 | Agnès Smetshe       |      |        |              |                          |                                                                               |

### Miss Toulouse Mediodía-Pirineos
En 1988, 1993, 1995 y 1996, la región coronó a una representante con el título de Miss Toulouse Midi-Pyrénées.
| Año  | Nombre         | Edad | Altura | Ciudad natal | Posición en Miss Francia | Notas                                        |
| ---- | -------------- | ---- | ------ | ------------ | ------------------------ | -------------------------------------------- |
| 1996 | Marie Borg     | 19   |        |              | Primera finalista        | Segunda finalista en Miss Internacional 1997 |
| 1995 | Ella Talaya    |      |        | Toulouse     |                          |                                              |
| 1993 | Céline Duthil  |      |        |              | Top 12                   |                                              |
| 1988 | Nathalie Mihec |      |        |              |                          |                                              |

### Miss Toulouse-Languedoc
En 1968, las regiones de Mediodía-Pirineos y Languedoc-Rosellón coronaron a una representante compartida bajo el título de Miss Toulouse-Languedoc.
| Año  | Nombre        | Edad | Altura | Ciudad natal | Posición en Miss Francia | Notas |
| ---- | ------------- | ---- | ------ | ------------ | ------------------------ | ----- |
| 1968 | Violette Pena |      |        |              | Cuarta finalista         |       |